# Detlef Gerstenberg
Detlef Gerstenberg (Eisenhüttenstadt, 1957. március 5. — Berlin, 1993. január 24.) német atléta, junior Európa-bajnok kalapácsvető.

## Pályafutása
1975-ben junior Európa-bajnok lett Athénban. Első felnőtt kontinensbajnokságán, Prágában negyedikként végzett, majd 1980-ban, pályafutása egyetlen olimpiáján ötödikként zárt.
Később alkoholproblémákkal szenvedett. 1993-ban, 35 évesen májzsugorodás következtében hunyt el.

## Egyéni legjobbjai
- Kalapácsvetés - 80,50 méter (1984)